# Ямато (линкор)
«Ямато» (яп. 大和) — линкор японского императорского флота времён Второй мировой войны типа «Ямато». Один из самых больших военных кораблей в истории человечества из когда-либо потопленных в ходе боевых действий. «Ямато» — древнее название самой Японии, однако в виду известной традиции Императорского Флота называть линейные корабли именами исторических провинций, в данном случае имелась в виду провинция Ямато, примерно соответствующая современной префектуре Нара.

## Строительство
«Ямато», первый из линкоров своей серии, был заложен 4 ноября 1937 года на верфи ВМС в Куре, префектура Хиросима. Он был спущен на воду 8 августа 1939 года, и официально вступил в строй 16 декабря 1941 года; однако, боеготовым корабль объявили лишь 27 мая 1942 года.

## Боевая служба в 1942—1944 годах
В качестве флагмана Объединённого флота «Ямато» формально участвовал в сражении у атолла Мидуэй 4-6 июня 1942 года, но фактически не имел столкновений с противником, так как находился на 300 миль позади японских авианосцев. 28 мая 1942 года «Ямато» перебазировался на остров Трук, где провёл около года, выполняя роль плавучего штаба Объединённого флота. 25 декабря 1943 г. находившийся к северу от острова Трук «Ямато» получил попадание торпедой (масса заряда 270 кг) с американской подводной лодки «Скейт» (Skate) и принял в пробоину около 3000 тонн воды. Боеспособность корабля серьёзно пострадала из-за затопления погреба кормовой башни главного калибра. В январе — апреле 1944 года «Ямато» прошёл ремонт и модернизацию в Куре.
В июне 1944 года «Ямато» принимал участие в сражении в Филиппинском море, причём соединение, включавшее также «Мусаси» и ряд других тяжёлых кораблей, действовало впереди своих авианосцев. 19 июня «Ямато» впервые открыл огонь в боевой обстановке, но позже выяснилось, что линкор обстрелял свою же авиацию.
Японское командование берегло свои линкоры для предполагаемого генерального сражения с американским флотом. Действительность опровергла эти расчеты — в реальности война на Тихом океане вылилась в череду небольших, но многочисленных изнурительных боев, в которых силы японского флота постепенно, но неумолимо таяли, пока сильнейшие линкоры отстаивались вдали от зон активных боевых действий. В результате в Императорском флоте сложилось скептическое отношение к этим кораблям, хорошо иллюстрируемое популярной у моряков поговоркой: «На свете есть три самые большие и бесполезные вещи — египетские пирамиды, Великая китайская стена и линкор „Ямато“».

## «Ямато» в сражении за Филиппины
В октябре 1944 года японские суперлинкоры были наконец брошены в серьёзный бой. Американцы начали высадку на Филиппины, и в случае успеха операции могли разрушить японский оборонительный периметр и отрезать Японию от основных источников сырья и нефти. Ставка была слишком высока, и японское командование приняло решение о проведении генерального сражения. Составленный им план «Се-Го» («Победа») являлся незаурядным достижением оперативного искусства. Поскольку авианосные силы Императорского флота Японии были выбиты к тому времени в сражениях, главная роль отводилась крупным артиллерийским кораблям.
Северная группа, включавшая немногие уцелевшие авианосцы, должна была сыграть роль приманки для 38-го оперативного соединения — главной ударной силы американского флота. Основной удар по десантным судам должно было нанести 1-е диверсионное соединение вице-адмирала Куриты. В его состав входили 5 линкоров, включая «Ямато» и «Мусаси», 10 тяжёлых и 2 лёгких крейсера, 15 эсминцев. Соединение должно было ночью преодолеть пролив Сан-Бернардино и утром атаковать десантные суда у острова Лейте. Поддержку ему оказывало меньшее по силам 2-е диверсионное соединение вице-адмирала Нисимуры, следовавшее проливом Суригао.

### Бой в море Сибуян
22 октября 1-е диверсионное соединение вышло в море и уже на следующий день было атаковано американскими подлодками, потопившими два тяжёлых крейсера. Утром 24 октября, когда соединение Куриты находилось в море Сибуян, начались массированные атаки американской палубной авиации. В силу случайных совпадений основные удары американцев были нацелены на «Мусаси», который, после попаданий в него около 20 торпед и около 20 бомб, вечером перевернулся и затонул.
Несмотря на потерю «Мусаси», соединение Куриты оставалось вполне боеспособным, так как остальные линкоры не получили серьёзных повреждений. Тем не менее, Курита колебался и даже повернул на обратный курс. Однако Северная группа вице-адмирала Одзава выполнила свою роль приманки — главные силы 38-го оперативного соединения ринулись на неё, оставив северные проливы без охраны. Американский командующий переоценил достижения своих пилотов, рапортовавших о потоплении множества японских линкоров, и решил, что 1-е диверсионное соединение не представляет опасности. Курита тем временем получил прямой приказ от главнокомандующего Объединённым флотом — «Соединение должно атаковать с верой в Божественное провидение!» и двинулся вперёд.

### Бой в заливе Лейте
Соединение ночью беспрепятственно форсировало неохраняемый пролив Сан-Бернардино на большой скорости и вышло в залив Лейте. Около 6:45 японцы обнаружили американские корабли. Это была северная группа 7-го флота США, включавшая 6 эскортных авианосцев, 3 эсминца и 4 эскортных миноносца. На «Ямато», ставшем флагманом японского соединения, приняли противника за одну из быстроходных авианосных групп и считали, что в её составе имеются крейсера. Тем не менее японцы вступили в бой. «Ямато» впервые в своей карьере открыл огонь по надводному противнику в 6:58 с дистанции 27 км. Первые залпы пришлись по авианосцу «Уайт Плэйнс» (White Plains), и артиллеристы считали, что добились попаданий.
В дальнейшем бой свёлся к преследованию японцами тихоходного противника, который отвечал атаками самолётов и эсминцев. В течение последующих трёх часов японские корабли обстреливали многочисленные цели и считали потопленными несколько американских авианосцев и крейсеров. Стрельбу затрудняли периодические дождевые шквалы и дымовые завесы противника. В результате большой разницы в скорости (до 10 узлов) японское соединение растянулось, и Курита потерял управление боем. В 10:20 1-е диверсионное соединение вышло из боя и повернуло на обратный курс, хотя путь в залив Лейте, где собрались американские транспорты, был открыт.
Это было похоже на отмену в последнюю минуту смертного приговора, хотя в тот момент американцы не могли понять, была ли это отмена приговора или только отсрочка казни.
Потери американцев в сражении в заливе Лейте составили 1 эскортный авианосец, 2 эсминца и 1 эскортный миноносец. Несмотря на уверенность артиллеристов «Ямато» в хороших результатах своей стрельбы, послевоенные исследования показали, что, скорее всего, «Ямато» не добился ни одного попадания главным калибром, хотя и был зафиксирован ряд накрытий.
Это было единственное сражение в истории, когда линкоры и крейсера держали в прицелах авианосцы, а те в ответ подняли в воздух свои самолёты. Шанс свой японцы упустили, проиграв финальный бой со счётом 1:3 (за один авианосец пришлось заплатить потерей трёх тяжёлых крейсеров). Такой результат, несмотря на всю его нелогичность (слишком многое определила растерянность японского адмирала), стал достаточно символичным — вооружённые бомбами и торпедами самолёты оказались сильнее самой мощной артиллерии.

## Последний поход «Ямато»
«Ямато» вернулся к родным берегам только 22 ноября 1944 года и был сразу поставлен на ремонт и модернизацию, которая закончилась в январе 1945 года и оказалась для него последней. Между тем война переместилась к берегам Японии. 1 апреля 1945 года американские войска высадились на Окинаве. Поскольку в условиях подавляющего превосходства противника гарнизон острова не имел никаких шансов отразить десант, японское командование сделало основную ставку на самоубийственные методы борьбы. Не остался в стороне и флот, предложивший использовать «Ямато» для атаки неприятельских десантных судов, несмотря на господство противника в воздухе и на море.
Утром 6 апреля 1945 года соединение в составе «Ямато», 1 лёгкого крейсера и 8 эсминцев вышло в море для участия в операции «Тэн-ити-го» («Небеса-1»). Перед соединением была поставлена задача — «атака неприятельского флота и судов снабжения и их уничтожение». В случае затруднений с возвращением на базу «Ямато» предписывалось выброситься на отмель у побережья Окинавы и поддерживать армейские части артиллерийским огнём. Предполагалось также, что этот рейд отвлечёт палубную авиацию противника и облегчит намеченные на 7 апреля массированные атаки камикадзе на десантные средства американского флота у берегов Окинавы. План с самого начала носил самоубийственный характер.
Японское соединение было обнаружено противником рано утром 7 апреля. Начиная с полудня «Ямато» и его эскорт подверглись мощным атакам американских палубных самолётов (всего 227 машин). Пилоты американских торпедоносцев получили приказ, всем атаковать «Ямато» только с одного борта. Через два часа линкор, получив до 10 попаданий стандартных авиационных торпед (каждая с 272 кг «торпекса», что эквивалентно 410 кг тротила) и 13 попаданий авиабомб, вышел из строя. В 14:23 по местному времени из-за смещения 460-мм снарядов от крена произошёл взрыв носового погреба артиллерии главного калибра, после чего «Ямато» затонул. Спасти удалось лишь 269 человек, 3063 члена экипажа погибли. Потери американской стороны за время миссии составили 47 самолётов, ещё 6 разбились при посадке и 5 были списаны в утиль по возвращении. При атаке «Ямато» американцы потеряли 10 самолётов (4 SB2C, 3 TBF, 3 F6F) и 12 членов экипажей.

## Обнаружение
Обследования района затопления линкора предпринимались ещё в начале 80-х годов 20 века, но чётко идентифицировать обломки линкора не удавалось, поскольку в этом же районе находится ещё несколько затонувших японских кораблей. В 1985 году международная экспедиция начала поиск обломков линкора «Ямато» в Восточно-Китайском море, которые были обнаружены 1 августа 1985 года с помощью дистанционно управляемого глубоководного автономного аппарата «Пайсис-2». Дальнейшее изучение обломков было осуществлено в ходе японо-американской экспедиции «Ямато 99» в августе 1999 года, базировавшейся на судне «Оушн Вояджер» и оснащённой двумя глубоководными обитаемыми аппаратами «Jules» и «Jim». Обломки линкора находятся (30°43’N 129°04’E) на краю подводной скалы на глубине 340 метров, примерно в 290 км к юго-западу от Кюсю. Исследования, выполненные с помощью гидролокатора бокового обзора, показали, что обломки представляют собой 2 крупных фрагмента и множество мелких обломков и разнообразных предметов (боеприпасов и пр.), которыми усеяно дно в районе затопления. Носовая, меньшая по размерам, часть длиной около 90 метров лежит почти на ровном киле с небольшим наклоном на правый борт, отдельно от перевернувшейся вверх килем 170-метровой кормовой части. Результаты обследования обломков затонувшего линкора показали, что взрыв, ставший непосредственной причиной затопления, скорее всего, произошёл в орудийном погребе носовой возвышенной башни орудий главного калибра. При этом, что интересно, находящийся в непосредственной близости орудийный погреб второй носовой башни не сдетонировал и остался в целости. Состояние кормовой части судна указывает на то, что могла быть и (по крайней мере, частичная) детонация погреба кормовой башни орудий главного калибра.
Деревянное (тиковое) покрытие палубы не сохранилось. Обломки поражены коррозией и покрыты слоем ржавчины.
В ходе экспедиции с затонувшего корабля были подняты несколько артефактов (в частности, сигнальная дудка).
В июле 2015 года группа депутатов японского Парламента от Либерально-демократической партии начала проводить собрания, на которых было выдвинуто и обсуждено предложение о поднятии обломков линкора с целью извлечения из них останков членов экипажа.
В мае 2016 года обломки были исследованы с помощью современных технологий, что подтвердило как ранее полученные данные, так и привело к получению новой информации. Так, было обнаружено много новых элементов корабля, в частности массивный гребной винт и отдельно расположенная башня орудий главного калибра. Видеозапись этого исследования продолжительностью 9 минут можно увидеть в Музее Ямато в городе Куре. В этом музее установлена модель линкора в масштабе 1:10, а также образцы вооружения и боеприпасов, применявшихся на нем.

## Командиры линкора
- 05.09.1941 — 16.12.1941 — контр-адмирал Сютоку Миядзато[яп.].
- 16.12.1941 — 17.12.1942 — капитан I ранга (с 01.05.1942 — контр-адмирал) Норихати Такаянаги[яп.].
- 17.12.1942 — 07.09.1943 — капитан I ранга (с 01.05.1943 — контр-адмирал) Тиаки Мацуда[яп.].
- 07.09.1943 — 25.01.1944 — капитан I ранга (с 05.01.1944 — контр-адмирал) Такэдзи Оно[яп.].
- 25.01.1944 — 25.11.1944 — капитан I ранга (с 15.10.1944 — контр-адмирал) Нобуэ Морисита
- 25.11.1944 — 07.04.1945 — капитан I ранга (посмертно — вице-адмирал) Косаку Аруга.

## В массовой культуре
- В 2005 году был снят одноимённый фильм о последнем походе линкора.
- В компьютерной игре Yakuza 6: The Song of Life существует копия легендарного линкора Ямато-2, в частности, в формате сборной модели в баре Морено.
- В 2019 году был снят японский художественный фильм «Великая война Архимеда», рассказывающий о событиях, предшествующих постройке линкора.
- Аниме-сага Space battleship Yamato.
- В компьютерной игре StarCraft 1998 года специальное оружие линейного крейсера терран носит название Yamato Gun.